# 何碧燕
何碧燕（1949年4月20日—2019年3月26日），新竹縣竹北市人，臺灣國中校長。

## 生平
何碧燕原生家庭為廖姓，自幼過繼於其生母之胞妹何氏為養母，養母有六名親生子嗣。新竹女中畢業後於1964年赴新竹師範學校就讀，完成學業後任教於竹北東海國小期間至國立臺灣師範大學夜間部數學系深造，因而轉任臺北市中正區忠義國小教師。1974年與服務於同校的教師李郁周結婚。1977年師大畢業，任教於文山區興福國中，翌年轉任萬華國中。1982年始陸續擔任芳和國中、桃源國中、民權國中等校行政人員，執掌總務、教務、輔導等職。1994年始陸續擔任福安國中、龍山國中、仁愛國中等校之校長。2006年退休後獲臺北市教育局聘任為督學、教學輔導員，翌年取得師大教育系碩士學位。歷任北市國民教育輔導團國中數學輔導團主任輔導員及全國學生學習成就測驗協會理事長，致力於推廣數學教育。2019年因心肌梗塞病逝，靈骨奉安於夫家故里雲林縣元長鄉宗源塔。

## 爭議
2005年，臺北市議員李慶元接受仁愛國中家長陳情校內一位周姓教師被指控沒有善盡導師職務，李慶元要求時任校長的何碧燕協調，但她在沒有告知李慶元的情況下錄音存證，李憤而在議會上痛斥何碧燕不適任，不久後何辭任校長並表示辭職原因與李無關。

## 家庭
何碧燕與曾任小學校長的書法學者夫婿李郁周育有兩女，長女李威昇為美國奧勒岡衛生科學大學神經科學博士，任職於中國醫藥大學擔任研究員。次女李舒昇為臺大應用力學研究博士，任職於國立臺灣海洋大學系統工程暨造船學系，適陳振頤。

## 出版著作
- 《創意敎學: 數學篇》（臺北：幼獅文化，2001年，與詹丽馨、陈伟民、魏靖峰、祁明辉等五人合著）